# Philipp August Becker
Philipp August Becker (Mühlhausen, mai neve Mulhouse, 1862. június 1. – Lipcse, 1947. november 21.) német irodalomtörténész, romanista, 1893–1905 között a Budapesti Tudományegyetem francia nyelv és irodalom tanára. A Magyar Tudományos Akadémia tagja (1924). 
Magyarországi, magyar nyelvű publikációi Fülöp Ágost Becker, Becker F. Ágost név alatt jelentek meg.

## Életútja
Philipp August Becker egy elzászi rézműves mester családjában született. Kezdetben protestáns teológiát tanult, később romanista és germanisztikai tanulmányokat folytatott, professzora volt többek között Gustav Gröber (Strasbourgban) és Ferdinand de Saussure (Párizsban). 1888-ban doktorált. 1890-ben habilitált Freiburg im Breisgau egyetemén, ahol oktatott. 1893-ban a Budapesti Tudományegyetemen a francia nyelv és -irodalom rendkívüli, majd 1899-ben rendes tanára lett. Közben, 1898-ban megnősült, Johann Karl Ludwig Gieseler protestáns egyháztörténész unokáját vette feleségül. Budapesti tartózkodása alatt munkatársa volt több tudományos folyóiratnak, és ő írta meg az Egyetemes irodalomtörténet számára a spanyol irodalom történetét. Főleg ó-francia verstani kérdésekkel és az ó-francia mondakörökkel foglalkozott. 1905-től a bécsi egyetemen adott elő romanisztikát. 1917 és 1930 között a romanisztikai filológia professzora volt Lipcsében. Később visszatért a freiburgi egyetemre, majd ismét Lipcsébe (1939), ahol a leghosszabb ideig dolgozott, és ahol az egyetem professor emeritusaként fejezte be pályafutását.

## Munkáiból
- Zur Geschichte der vers libres in der neufranzösischen Poesie, Habil. Freiburg, 1890
- Über den Ursprung der romanischen Versmaße, Straßburg, 1890
- Jean Lemaire, der erste humanistische Dichter Frankreichs, Straßburg, 1893
- Die Altfranzösische Wilhelmsage, Halle, 1896
- J. J. Rousseau, 1897
- Quellenwert der Storie Nerbonesi, Halle, 1898
- Marguerite d’Alencon et G. Briconnet, 1901
- Geschichte der spanischen Literatur, Straßburg, 1904
- Grundriss der altfranzösischen Literatur I, Heidelberg, 1907
- Andry de La Vigne, Leipzig, 1928
- Vom Kurzlied zum Epos, Jena/Leipzig, 1940